# Vieille prison de Trois-Rivières
La vieille prison de Trois-Rivières est une ancienne prison située à Trois-Rivières au Québec (Canada). Elle fait partie du complexe muséal du musée Pop, qui offre une visite guidée (8 ans et plus). Ce lieu a servi de prison entre 1822 et 1986.

## Histoire
C'est en 1804, que le Parlement du Bas-Canada vote une loi sur la construction de prisons à Québec et Montréal dans le but de remplacer les bâtiments conventuels utilisés alors. Les citoyens de Trois-Rivières font ensuite pression sur la Chambre d'assemblée du Bas-Canada dans le but d'avoir leur propre prison. La loi sur la construction à Trois-Rivières est adoptée en 1811. On offre à François Baillairgé, qui avait déjà construit la prison de Québec de concevoir les plans et de réaliser le devis. L'année suivante la construction débute. Elle est terminée en 1822.
Des modifications sont ensuite apportées depuis son entrée en fonction officielle en 1822 telles que l'installations des grillages de fer sur les fenêtres en 1835, la modernisation des latrines en 1887, l'éclairage électrique en 1898-1899, le chauffage à eau chaude en 1901, la disparition du clocheton et l'agrandissement des fenêtres étroites du rez-de-chaussée au début du XXe siècle. Les divisions intérieures sont demeurées identiques.
Elle est classée immeuble patrimonial le 5 mai 1978. Elle ferme en 1986, ce qui en fait l'institution carcérale la plus longuement utilisée du Canada. Elle est intégrée au musée Pop, où elle sert de centre d’interprétation sur l'univers carcéral.

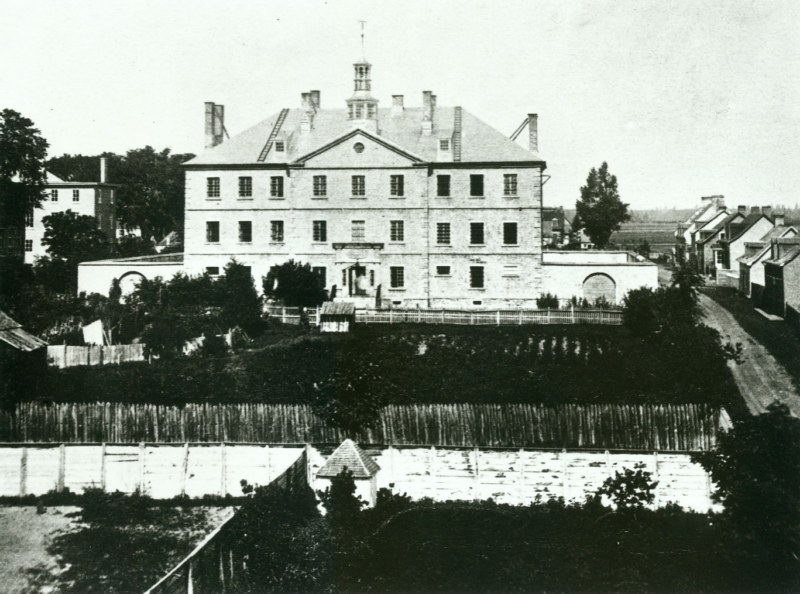
Vieille prison de Trois-Rivières, vers 1880.
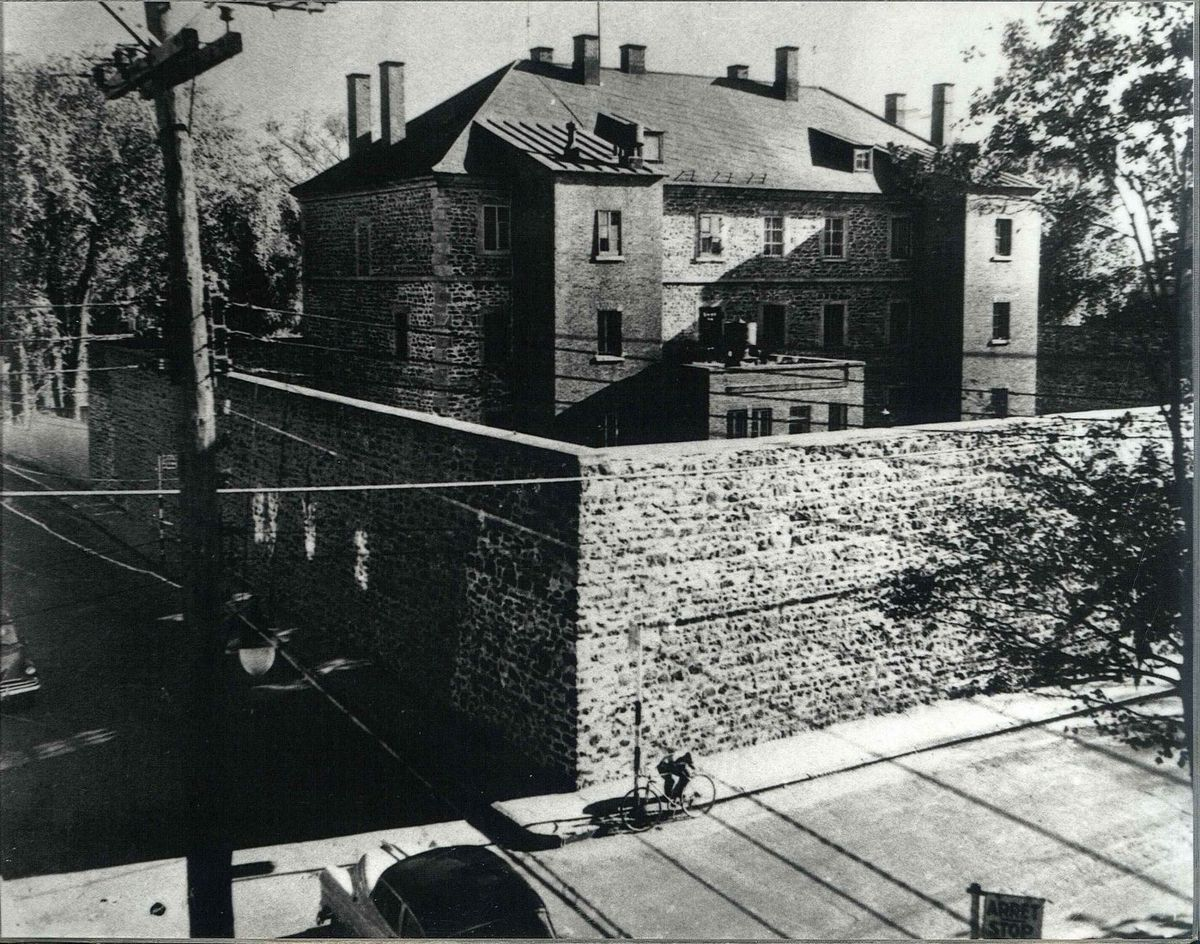
L'ancienne clôture de pierre.

## Visite guidée
Dans la Vieille prison de Trois-Rivières, les guides vous font découvrir cette prison du XIXe siècle, ses cellules, ses cachots et surtout la vie quotidienne dans ce lieu d'incarcération. La visite, d’une durée d’environ 1h15, vous permettra, entre autres, de constater les conditions de détention inacceptables qui ont eu cours jusqu’à la fermeture de la prison en 1986.